# La Morsure du serpent
La Morsure du serpent est un épisode de la série télévisée Stargate SG-1. C'est le premier épisode de la saison 2 et l'histoire suit directement l'épisode précédent Dans le nid du serpent.

## Résumé
Cet épisode est la suite directe de l'épisode Dans le nid du serpent (1x22), dans lequel SG-1 avait traversé la porte des étoiles pour une destination inconnue fournie par Daniel Jackson : celui-ci avait appris, lors de l'épisode Une dimension trop réelle (1x20), que dans une réalité alternative, l'adresse était le point d'origine d'une attaque de Goa'ulds sur Terre. Après avoir traversé la porte, ils avaient découvert ne pas être sur une planète, mais sur un vaisseau se préparant à voyager vers la Terre pour l'envahir. L'équipe se divise ; Carter et Jackson commencent à répartir du C-4 dans tout le vaisseau pour le détruire, alors qu'O'Neill et Teal'c vont tenter de libérer Skaara, hôte du fils d'Apophis, Klorel.
Au début de cet épisode, Carter dispose les charges de C-4 afin de faire échouer la tentative d'invasion, ce qui sacrifierait SG-1 en même temps. Mais pendant qu'ils préparent la destruction du vaisseau, un autre vaisseau-mère arrive. Teal'c l'identifie comme le vaisseau d'Apophis. Il note qu'il a de puissants boucliers défensifs et qu’ils ne seront pas suffisamment endommagés par la destruction du vaisseau de Klorel. Détruire le vaisseau où ils se situent ne garantit plus que l'invasion soit arrêtée. Les Jaffas arrivent à pénétrer dans la salle et jettent une grenade, neutralisent et capturent SG-1.
Sur Terre, Hammond veut savoir pourquoi SG-1 n’a pas encore contacté le SGC. Le colonel Samuels, coordonnant les opérations avec le Pentagone, informe que la zone 51 a créé deux missiles avec des ogives nucléaires enrichies avec le composant très explosif de la porte des étoiles, le naquadah. Curieusement, les vaisseaux Goa'ulds ont retardé l'orbite entrante, donnant aux États-Unis une heure nécessaire de préparation.
Bra'tac, feignant d’être un jaffa fidèle à Klorel pour exécuter SG-1 précédemment capturé, les informe qu'il a placé Klorel dans un sarcophage pour retarder son réveil. Il a su qu'Apophis attendrait jusqu'à ce que Klorel se soit réveillé avant d'attaquer la Terre. Bra’tac avait lui aussi monté un projet contre Apophis: il comptait mener ses forces contres celles du Grand Maître au nom de Klorel, étant donné qu'il est courant que le fils d'un goa'uld tente de renverser son père; croyant à une trahison de son propre fils, Apophis aurait riposté, et les deux armées se seraient entre-détruite. Cependant, l'arrivée de SG-1 les a définitivement unis contre leur ennemi commun.
Pour préserver l'humanité, Hammond fait évacuer les individus les plus compétents dans leurs domaines respectifs sur la planète P3X-984, afin de former le premier site Alpha. Les missiles de Samuels sont facilement repoussés par les boucliers défensifs des vaisseaux. Cependant, Klorel a failli ne pas les activer, car Skaara continue à combattre intérieurement le symbiote pour le contrôle de son corps.
Lorsque Samuels constate la puissance des vaisseaux Goa'ulds, il demande à Hammond la permission de rejoindre le site Alpha. Hammond refuse, prétextant que seuls les individus les plus compétents y sont autorisés.
Bra'tac et SG-1 combattent à leur manière le centre de commandement de Klorel sans donner l’alarme, Bra'tac expédiant facilement des gardes jaffas. Sur le pont, Klorel est capturé et Bra'tac dirige le vaisseau le plus près possible de celui d'Apophis. Mais une des gardes blesse sérieusement Daniel, qui demande à son ami Jack de le laisser.
Les anneaux de transport les conduisent sur le vaisseau d'Apophis, avec Klorel en otage. Ils enferment Apophis en détruisant les boîtiers de commande d'ouverture des portes. L’équipe se rend au noyau du vaisseau, afin de tenter d'en désactiver les boucliers. O'Neill y laisse alors tomber deux grenades, détruisant les générateurs de bouclier : les deux vaisseaux seront de ce fait détruits lorsque le C-4 sur l'autre vaisseau explosera. Bra'tac est impressionné et se prépare à mourir. O'Neill rejette un plan si pessimiste, et dirige l'équipe vers le hangar des planeurs de la mort du vaisseau d’Apophis. Surmontant les gardes dans le garage des planeurs à l'aide d'une "grenade" Jaffa, ils prennent ensuite place dans deux des planeurs et partent, avec un Jaffa rebelle et un humain chacun. Apophis et Klorel, incapables de commander l'un ou l'autre des vaisseaux, s’évadent par les anneaux de transport.
Daniel émerge du sarcophage, y ayant rampé pour guérir ses blessures. Ne disposant que d'une courte minute pour aller à la porte, il compose l'emplacement du site Bêta de la réalité alternative, espérant que les coordonnées soient les mêmes dans cette réalité. En réalité, elles correspondent au site Alpha nouvellement installé.
Les deux vaisseaux se heurtent et explosent. Les planeurs de la mort se sont échappés mais sont fortement endommagés par l'onde de choc engendrée par l'explosion. Leurs occupants partagent un moment tranquille, profitant de la beauté de la Terre. Bra’tac se prépare encore une fois à mourir, mais Hammond avait préparé le lancement d'une navette pour sauver SG-1 au cas où l’équipe s'en serait sorti. Quand Daniel arrive et confirme que SG-1 était dans un de ces vaisseaux, Hammond fait lancer la navette, laquelle récupère SG-1, qui revient sous les applaudissements.

## Distribution
- Richard Dean Anderson : Colonel Jack O'Neill
- Amanda Tapping : Capitaine Samantha Carter
- Christopher Judge : Teal'c
- Michael Shanks : Daniel Jackson
- Don S. Davis : Général George Hammond
- Peter Williams : Apophis
- Gary Jones : Sergent Walter Davis
- Alexis Cruz : Skaara / Klorel
- Brent Stait : Major Louis Ferretti